# Solidaridad Uno
Solidaridad Uno är en ort i Mexiko.   Den ligger i kommunen Silao de la Victoria och delstaten Guanajuato, i den centrala delen av landet, 290 km nordväst om huvudstaden Mexico City. Solidaridad Uno ligger 1 787 meter över havet och antalet invånare är 397.
Terrängen runt Solidaridad Uno är platt åt sydväst, men åt nordost är den kuperad. Runt Solidaridad Uno är det ganska tätbefolkat, med 222 invånare per kvadratkilometer. Närmaste större samhälle är Silao, 2,9 km väster om Solidaridad Uno. Trakten runt Solidaridad Uno består till största delen av jordbruksmark.